# (3181) Ahnert
(3181) Ahnert es un asteroide perteneciente al cinturón de asteroides descubierto por Freimut Börngen el 8 de marzo de 1964 desde el Observatorio Karl Schwarzschild, en Tautenburg, Alemania.

## Designación y nombre
Ahnert fue designado inicialmente como 1964 EC.
Más adelante, en 1985, se nombró en honor del astrónomo alemán Paul Oswald Ahnert (1897-1989).

## Características orbitales
Ahnert orbita a una distancia media de 2,229 ua del Sol, pudiendo alejarse hasta 2,374 ua y acercarse hasta 2,084 ua. Tiene una inclinación orbital de 3,957 grados y una excentricidad de 0,0649. Emplea 1215 días en completar una órbita alrededor del Sol.

## Características físicas
La magnitud absoluta de Ahnert es 12,5. Está asignado al tipo espectral S de la clasificación SMASSII.